# Iuri Platonov
Iuri Platonov (în rusă Юрий Михайлович Платонов) (n. 16 ianuarie 1948, orașul Klimkovo, raionul Poddorski, regiunea Novgorod, Federația Rusă) este un om politic al auto-proclamatei Republici Moldovenești Nistrene, care îndeplinește în prezent funcția de primar al orașului Rîbnița și șef al Administrației de Stat a raionului Rîbnița.

## Biografie
Iuri Platonov s-a născut la data de 16 ianuarie 1948, în orașul Klimkovo din raionul Poddorski, regiunea Novgorod (aflat în Federația Rusă), într-o familie de etnie rusă. Începând din 1967 a lucrat ca marinar în orașul Liepaia (Letonia), apoi și-a efectuat stagiul militar obligatoriu în Armata Sovietică. 
După absolvirea Școlii Profesionale Energetice din Leningrad în anul 1969, a lucrat ca mecanic de întreținere la Uzina de Construcții Navale "S. Orjonikidze" din același oraș. Începând din 1974 este inginer la Laboratorul Industrial al Centrului Republican de Comunicații și Instalații Radio a RSS Moldovenești, cu sediul în orașul Chișinău. În anul 1978 devine inginer electrician șef la Centrala de Electricitate a Administrației de Furnizare de Electricitate, Mecanizare și Transport din același oraș. În paralel, urmează cursuri la Institutul de Electrotehnică și Comunicații din Odessa, pe care le absolvă în anul 1980, cu diploma de inginer electrotehnic. 
Este transferat în 1982 pe postul de inginer șef la Centrala electrică din orașul Rîbnița, apoi este numit în 1988 ca șef al întreprinderii "Telekom" din aceeași localitate. În anul 1995, Iuri Platonov este desemnat pentru a ocupa funcția de prim-vicepreședinte al Administrației de Stat a raionului Rîbniâa și a orașului omonim. 
În august 2001, Iuri Platonov este numit șef al Administrației de Stat al raionului Rîbnița și primar al orașului Rîbnița. A fost confirmat în această funcție în ianuarie 2007.
În anul 2005, Uniunea Europeană l-a inclus pe o listă a transnistrenilor cărora li s-a interzis călătoria în spațiul UE, fiind considerat răspunzător de conceperea și punerea în practică a campaniei de intimidare și închidere a școlilor moldovene cu grafie latină din regiunea Transnistria din Republica Moldova . La data de 25 februarie 2008, pe baza reexaminării Poziției comune 2004/179/PESC, Uniunea Europeană i-a menținut această interdicție .
Iuri Platonov a fost decorat cu următoarele distincții: Ordinul de Onoare, Ordinul "Gloria muncii", Medalia "Pentru muncă susținută", Medalia "Pentru serviciu ireproșabil" clasa a III-a, 9 medalii aniversare etc. A primit titlul onorific de “Muncitor fruntaș al RMN”.
Iuri Platonov are cetățenie rusă și pașaport rusesc. Este căsătorit și are două fete. 